# Ариана Нидерландская
Её Королевское Высочество Ариана, принцесса Нидерландов и принцесса Оранская-Нассау (нидерл. Prinses Ariane, prinses der Nederlanden, prinses van Oranje-Nassau; род. 10 апреля 2007 года, Гаага) — младшая дочь короля Нидерландов Виллема-Александра и королевы Максимы, младшая внучка принцессы Беатрикс.

## Биография
Принцесса Ариана Вильгельмина Максима Инес родилась 10 апреля 2007 года в 21:56 по местному времени в госпитале Броново в Гааге (Нидерланды).
При рождении она получила титулы принцессы Нидерландов и принцессы Оранской-Нассау. Принцесса Ариана занимает третье место в линии наследования престола Нидерландов (после двух старших сестер Катарины-Амалии (род. 2003) и Алексии (род. 2005)).
Крестины принцессы Арианы состоялись 20 октября 2007 года в Гааге. Её крестные стали наследный Великий герцог Люксембурга Гийом, Инес Соррегьета — сестра королевы Максимы; Валерия Дельгер — подруга матери; барон Тейо Коло д’Эскюрэ — друг принца Виллема-Александра; и Антон Фрилинг — друг семьи.
11 апреля 2011 года Ариана начала обучение в начальной школе.
В мае 2023 года она закончила Христианскую гимназию и было объявлено, что принцесса продолжит своё образование в UWC Adriatic. Принцесса говорит на нидерландском и английском языках, немного на испанском.

## Официальное имя
- Ариана — это имя любили родители принцессы и у них есть традиция давать своим детям имена на букву А;
- Вильгельмина  — в честь своей прапрабабушки королевы Вильгельмины;
- Максима — в честь прабабушки её матери и в честь матери принцессы Максимы;
- Инес — в честь её крёстной матери и тёти по материнской линии Инес Соррегьеты;